# Óriás diffúz galaxis

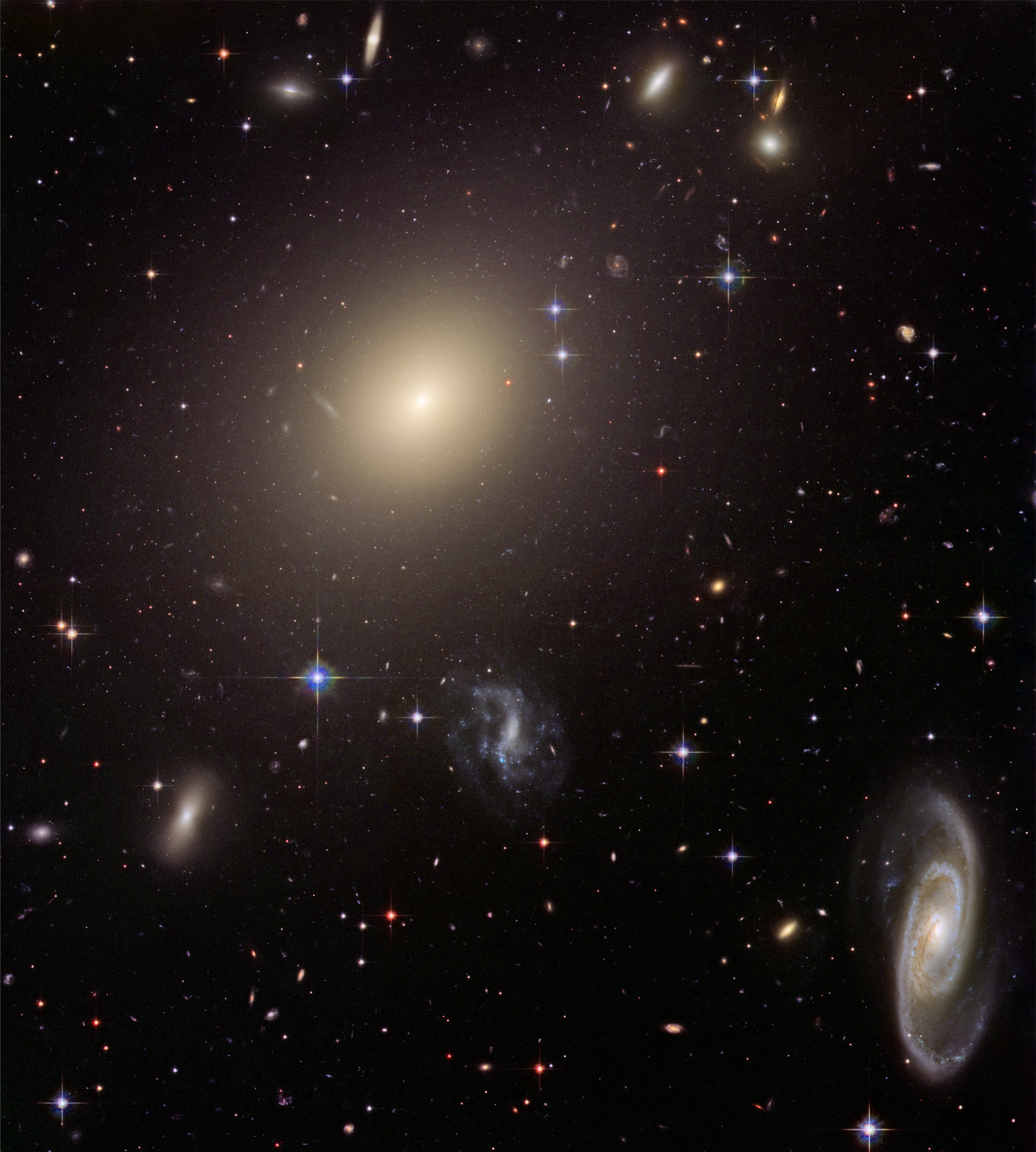
Az Abell S740 galaxishalmaz központi vidéke, az ESO 325-G004 óriás diffúz galaxissal és néhány kisebb és halványabb spirálgalaxissal.

Az óriás diffúz galaxis (más néven óriás elliptikus galaxis, cD galaxis vagy BCG galaxis) nagyon nagy tömegű elliptikus galaxis, mely rendszerint a galaxishalmazok közepén található. Abszolút fényessége jellemzően tízszer nagyobb, mérete is sokszorosa az átlagos elliptikus galaxisokénak, átmérője elérheti a 6 millió fényévet is (Tejútrendszerünk átmérője 100 ezer fényév, távolsága az Androméda-galaxistól körülbelül 2 millió fényév.) Mérete valószínűleg más, kisebb galaxisok elnyelésével nőtt ilyen nagyra.